# الفروسية في التاريخ الإسلامي
الفروسية، هو المصطلح العربي التاريخي الذي يعني الاستخدام الحربي للحصان أو استخدام الخيول في الحروب. تتعلق الفروسية بفنون الدفاع عن النفس وترتبط بالعصر الذهبي للإسلام والعصر المملوكي (القرن العاشر إلى الخامس عشر تقريبًا)، وبلغت ذروتها في مصر في العصر المملوكي خلال القرن الرابع عشر.
تتالف الفروسية من عدة أشكال منها: أمتطاء الخيل أو ركوب ظهر الخيل، استخدام الخيل في الرماية (مثل رمي الرمح). وفي وقت لاحق اُستخدمت الخيول في المبارزة في القرن الرابع عشر باعتبارها نوعا من أنواع الفنون.

## التاريخ

### الخيل في الجاهلية
كان الحصان يمثل أعز وأغلى ما يملك الرجل في العصر الجاهلي، وأهم ما يُحافَظ عليه من مال، ويُبذَل الغالي والرخيص في سبيل الحفاظ على صحته وسلامته. يقول ابن رشيق القيرواني في كتابه العمدة، إشارة إلى الاحتفالات التي كانت تقيمها العرب للخيل: ”وكانوا لا يهنئون إلا بغلام يولد، أو شاعر ينبغ فيهم أو فرس تنتج” . ومن شدة اعتزازهم بها أنهم أسموها ونسبوها كما ينسب الابن إلى ابيه.
ومن أهم الشعراء الجاهليين الذي أهتموا بالخيل وتغنوا بها في أشعارهم هم: سلامة بن جندل والطفيل الغنوي وأبو دواد الإيادي جارية بن الحجاج. وقد وصف امرؤ القيس في إحدى معلقاته الخيل فيقول:
ويقول الأخطل:

### الخيل عن العرب
يعود تاريخ أول كتاب في اللغة العربية عن الفروسية (وهو كتاب الفروسية والبيطرة) إلى ابن أخي حزام، وهو قائد عسكري عاش في العصر العباسي وكان مساعد للخليفة أحمد المعتضد بالله (حكم من892-902 م). كما ذكر ابن النديم في أواخر القرن العاشر عن وجود العديد من الرسائل في بغداد تتحدث عن الخيول والطب البيطري المنسوبة إلى المؤلفين اليونانيين.
بلغت الفروسية ذروتها في مصر وتحديدا في عصر الدولة المملوكية خلال القرن الرابع عشر. تألف أدب الفروسية من مؤلفات لكتاب عسكريين محترفين أو لهم علاقات وثيقة مع الدولة المملوكية. كانت هذه الكتابات حول الإستراتيجية العسكرية مقتبسه غالبًا عن رسائل وأعمال لمؤلفين ما قبل العصر المملوكي. وبعض هذه المؤلفات اُستخدمت لأغراض تعليمية.
هناك ثلاث فئات أساسية للفروسية وهي: ركوب الخيل (بما في ذلك الجوانب البيطرية للعناية المناسبة بالخيول، وتقنيات الركوب المناسبة)، والرماية بالقوس والسهام، والرماية بالرمح. وقد أضاف ابن القيم الجوزية في رسالته (الفروسية) عام 1350م فن المبارزة كنوع رابع. بينما ذكر ابن أخي حزام إلى أن للفروسية ثلاثة أنواع: إتقان ركوب الخيل، وإتقان التعامل مع جميع أنواع الأسلحة، والشجاعة.
وقد ذكر ابن تغري بردي في كتابه النجوم الزاهرة في ملوك مصر والقاهرة في تعريف الفروسية: أنها نوع آخر غير الشجاعة والإقدام، فالشجاع هو الذي يلقى عدوه بقوة، وفارس الخيل هو الرجل الذي يُحسن استخدام فرسه وسلاحه، بحيث إنه يسير في ذلك على القوانين المقررة المعروفة بين أصحاب هذا الشأن. ويُذكر ابن تغري بردي أيضًا أن الفروسية أو الفروسة أو الفراسة: هي الحذق بركوب الخيل وأمرها. هذا ويُقال أن أصل الفروسية هو الثبات على الفرس العُريّ - أي الفرس العاري الغير مُسرج.

كما عُثر على مجموعة من الكتب والمؤلفات التي تتحدث عن الفروسية (تعرف باسم: فرس-ناما) في بلاد فارس، وكانت تعود إلى منتصف القرن الرابع عشر فقط، يعتقد أن الفروسية في بلاد فارس استمرت إلى ما بعد القرن الرابع العشر وحتى طوال عصر السلالة الصفوية.

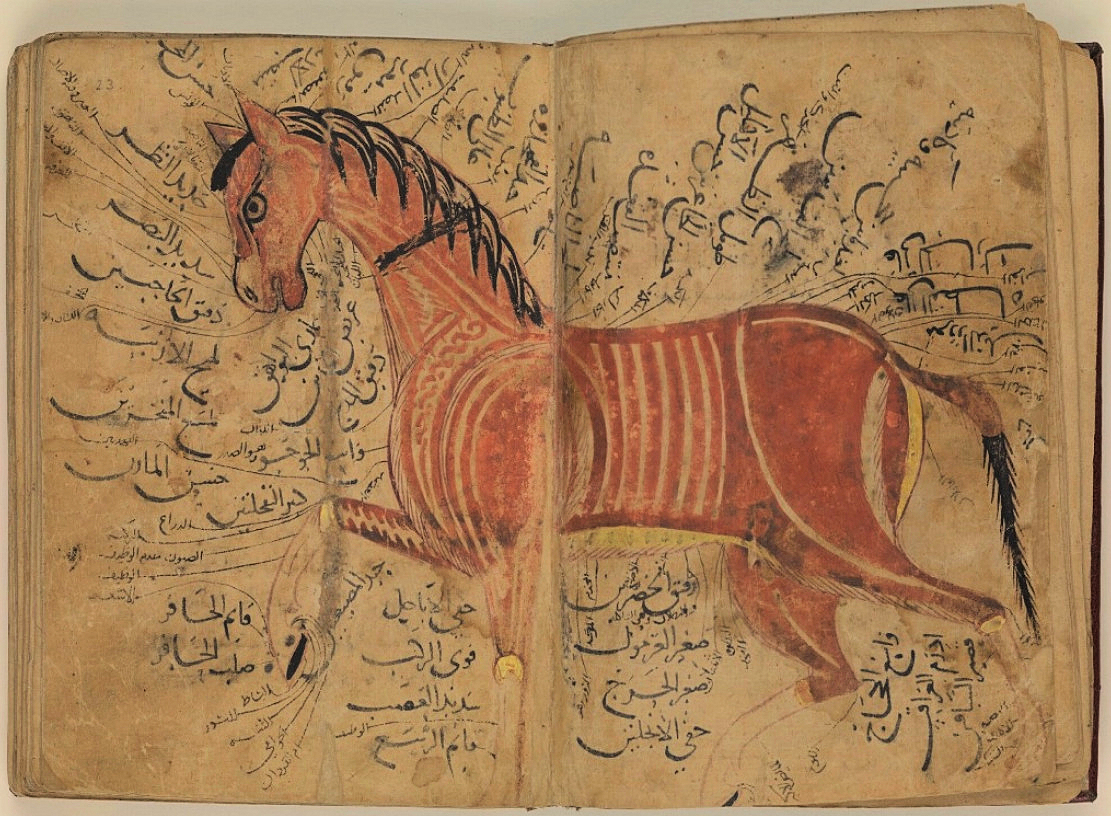
مخطوطة من القرن الثالث عشر من كتاب البيصرة لأحمد بن عتيق الأزدي. يظهر فيها حصان
بتفاصيل دقيقة.

وبشكل عام فإن المسلمين كانوا يعتمدون على الخيل اعتمادًا أساسياً في شتى مجالات الحياة، مثل الحروب والمعارك وكوسيلة للنقل، وفي أعمال الزراعة والصناعة، بالإضافة إلى استعمالها في الصيد، وكذلك استخدامها في القيام بأمور الرياضة والسباقات والفروسية، مع الاعتماد عليها كوسيلة للتسلية مثل لعبة الكرة والصولجان. ولذلك فقد لزم الأمر القيام بتدريب وتربية وتعليم الخيول لإعدادها وتجهيزها وجميع هذه الأمور تندرج تحت مفهوم الفروسية بمدلولها الواسع الذي يشمل معظم الأعمال التي يقوم بها الفارس وهو يمتطى فرسه.
كانت الفروسية في العصور الإسلامية مقصدا للشباب لما فيها من ألوان الشجاعة لذا مارسوها وصنعوا لها زيًا خاصاً، وتدربوا على استعمال السلاح كالضرب بالسيف أو الرماح أو الرمي بالنبل. وقد تعددت المخطوطات التي تتحدث عن علم الفروسية وهي في المجمل تنقسم إلى ثلاثة أنواع:
- الأول ما ينفرد ويتخصص في علم الفروسية وأصوله، مثل مخطوطة (الفروسية المحمدية) لابن القيم الجوزية والمحفوظة بدار الكتب المصرية برقم (22 فروسية تيمور).[4]
- أما الثاني فهو ما يختص بالحروب والمعارك وأهمية الخيول وكيفية استخدامها، مثل مخطوطة (التذكرة الهرويه في الخيل الحربية) لابن الحسن على بن محمد بن أبى بكر الهروي (ت 611 هـ)، ومخطوطة (الخيل في الحرب وفتح المدائن وحفظ الدروب) لمحمد بن منكلي الناصري المتوفي بعد سنة (778 هـ/ 1376م).[4]
- أما النوع الثالث فهي المخطوطات التي تختص بالطب البيطري (أو ما يسمى بعلم البيطرة) ومعالجة الخيول وصفاتها ومميزاتها مثل مخطوطة (مختصر البيطرة) لأحمد بن الاحنف والمحفوظة بدار الكتب المصرية برقم (8 طب خليل آغا)، ومخطوطة (بيطرنامه) المحفوظ أيضاً بدار الكتب المصرية برقم (49 ط م)، ومخطوط (البيطرة والزردقة في معرفة الخيل وأحوالها وأمراضها وأدويتها) المحفوظ بدار الكتب المصرية برقم (50 ط م)، ومن المرجح أن مخطوطات البيطرة هي الأكثر أهمية وشيوعاً عند المسلمين في العصور الوسطى.[4]

### الخيل والسباق
تزخر المصادر التاريخية بكثير من الإشارات التي تؤكد حرص واهتمام السلاطين والخلفاء والأمراء من الأمويين والعباسيين، والطولونيين، والإخشيدين، والفاطميين، والأيوبيين، والمماليك بسباق الخيل، فقاموا بإنشاء الميادين الخاصة بها. حيث كانت تقام السباقات بوجه عام للتسلية الشعبية في الأعياد والمناسبات العامة لكافة طبقات المجتمع وكانت الصحراء مدرسة طبيعية لتعليم سباق الخيل.
وقد كان لسباقات الخيل قواعد وأصول مُعترف بها وتسرى على جميع المتسابقين، وهذه القواعد كُتبت وسُجلت في العديد من المخطوطات مثل ما ذُكر في مخطوط البيطرة والزردقة (المحفوظ بدار الكتب المصرية برقم 50 طب م) عن شروط السباق ما يلي:
«أن تعلم أن جوادك صحيح مليح كامل في أفعاله، أدوب، مختبرًا في جميع خصاله الحميدة، ويكون عنانه جديد ممرّنًا، ويكون السرج سبقيًا خفيفًا معقبًا ملبسًا من الجلد البقري ثوبًا لينًا جديدًا، ويكون في دفتيه أربع حلقات كبار مدورين بخرز، وليكن له حزامين من الإبرسيم المضفور ظفر الفرنج، وبين الحزامين قليل من الجلد الأديم الطائفي في طولهما وعرضهما».
ويُذكر فيه أيضًا: «إذا سابقت؛ أن تجعل غريمك عن يمينك ولا تلاصقه فقد يضرب فرسه على كفله بالسوط فيبصر فرسك سوطه فيحصل له وهم منه فيقصر عن جرية ويفوتك فرس غريمك، وإذا أردت السباق فلا تلبس ثيابًا ثقالاً ولا ثوبًا غلقًا إذا دخل فيه الهوى لا يعبب كما يعبب قلع المركب فيثقل الفرس ويمنعها شده الجري».

### الخيل والصيد
كان الصيد ظاهرة شائعة في مختلف العصور الإسلامية، وكان يمارسها الناس إما كوسيلة للهو والمتعة، أو من أجل الحصول على الطرائد وقوت اليوم. وتعتبر هواية الصيد معروفه عند العرب منذ القدم، وكان الصيد في القديم مقصورًا على الصيد بالرماح والنبال أو الفخ، فلما اختلط العرب بعد الفتوحات الإسلامية بالفرس والروم، عرفوا منهم طرق أخرى للصيد والقنص، فاتخذوا من جوارح الطير مثل الباز والصقر والشاهين ما يصيدون به بعد تعليمه وتدريبه، فصادوا بها الطيور والغزلان. كما اتخذوا من الكلاب المدربة ما يتصيدون به الغزلان والأرانب والحمير الوحشية والطيور.
وبالإضافة إلى ذلك عرف العرب استخدام قسي البندق لصيد الطيور، والتي برع أهل بغداد في صناعتها، وكان البندق الذي يُرمى عن القوس عبارة عن كرات صغيرة من الطين المدملق. وقد يسمى البندق «بالجلاهق»، ويسمى قوسه «قوس جلاهق». وقد وصل الحال إلى صناعة هذه البنادق من الذهب ومن الفضة الخالصة، وذلك في العصر المملوكي في مصر والشام كما أشار المقريزي.
وفي حديث أبو عبد الله محمد بن على بن عبد الحميد الصنعاني عن ابن عباس رضي الله عنهما قال: «مر رسول الله صلى الله عليه وسلم بقوم يرمون فقال رمياً بنى إسماعيل فإن أباكم كان راميا». ومن هنا يمكن القول أن النبي إسماعيل هو أول من رمي واصطاد من على ظهر الخيل.
وهناك العديد من الأخبار والإشارات التاريخية التي تدل على مدى حب واهتمام الملوك والخلفاء والسلاطين والأمراء المسلمين بالصيد وفروسيته فمثلاً يُقال أن يزيد بن معاوية (ت 64هـ) كان يحب الصيد كثيرًا، وهو أول خليفة يشتغل بالصيد في بلاد الشام. وأن الخليفة المهدي العباسي (ت 169هـ) كان مولعًا بالصيد والقنص، وكان يتخذ الصقور والبيزان، وكان يهتم بتربية الكلاب ويلبسها أطواقا من ذهب، ويوكِّل بكل كلب عبدًا يخدمه.
ويُقال أيضًا أن أحمد بن طولون (ت 270هـ) مؤسس الدولة الطولونية في مصر كان مولعًا بالصيد، وكذلك ابنه خمارويه (ت 282هـ)، ولكن كان ولع خمارويه بالصيد يفوق ولع أبيه الذي أغرم بصيد الحمام، أما هو فكان مغرما بصيد الأسود، وروى ابن تغري بردي في كتابه النجوم الزاهرة في ملوك مصر والقاهرة أنه ما كان يسمع بسبع إلا قصده هو ورجاله وعليهم لبود (غِطاءٌ من أَغطية الرأْس يُتَّخَذُ من الصوف) فيدخلون إلى الأسد ويتناولونه بأيديهم من غابته عنوه، فيضعونه في أقفاص من خشب محكمة الصنع تسع الواحد من السباع وهو قائم، فإذا أقدم خمارويه من الصيد سار القفص بين يديه. ويذكر المقريزي عن صلاح الدين الأيوبي أنه كان عاشقًا ومحبًا للصيد.
ويعتبر عصر المماليك أكثر العصور شغفًا واهتمامًا بالصيد من قِبل السلاطين والأمراء وكبار رجال الدولة، فقد كانت هناك وظيفة تسمى «بأمير شكار» وهو لقب كان يطلق على من يتحدث على الجوارح من الطيور وسائر أمور الصيد، وهو مركب من لفظين: أحدهما عربي وهو أمير، والثاني فارسي وهو شكار، ومعناه الصيد فيكون المعنى «أمير الصيد».
وكان يوجد في هذا العصر قواعد وشروط تحكم عملية الصيد بالخيل، منها أن على المبتدئ في الصيد لكي يصير في زمرة الهواة أن ينتسب لأحد رماه الصيد القدماء، فإذا تم له ذلك قيل أنه ادعى لفلان أي انتسب إليه. وكانت وسيلة الادعاء هذه أن ينجح المبتدئ في إصابته رميته من طير أو غيره، وعند ذلك يختار الانتساب إلى من يشاء من رجال الصيد المعروفين.
وعلاوةً على ذلك فإنه كان يُراعى في ملابس الصائد أن تكون ملائمة من حيث النوع والوقت للفصل الخارج فيه الصائد للصيد، كما أن هناك من ألوان الملابس ما تُفضّل عند الصيد على غيرها، فقيل أنه كان يتوخى في ملابس الصيد عند العموم الألوان المشابهة لألوان الوحش والمقاربة لها، كاللون العسلي والعودي، وذلك لأن الوحش لا ينفر منها، وأن الطير تأنس إليهما، ويتبعهما اللون الأحمر، إلا في رمي الأسد فإنه يأباه ولا يقدم عليه.
ومن الملاحظ أيضًا أنه قد وُضعت عده كتب في الصيد والقنص، منها مثلاً (رساله في الصيد بالبندق) تأليف كلٌ من فخر الدين الأزجي (ت 684 هـ / 1285 م)، وصفي الدين الحلي.

### الخيل والرياضة
كان الفرسان يقومون بممارسة الرياضة في حلبات السباق، أوفي ميادين مُجهزه، أو في القفار (الصحراء) والبساتين، والغرض الرئيسي من ممارسه الفرسان للرياضة، هو إكساب خيولهم القوه والمرونة . أما اللعب بالكره والصولجان فهي لعبه بكره تُصنع من ماده خفيفة مرنه كالفلين ونحوه، تُلقى في أرض الميدان فيتسابق الفرسان إلى التقاطها بعصا عقفاء تسمى المحجن أو الصولجان أو الجوكان، ويرسلون بها الكره في الهواء وهم على خيولهم.
وهي رياضه وصفها الحكماء والفضلاء للملوك ورجالهم، لما فيها من فوائد عظيمة اهمها: التدرّب على ركوب أصناف الخيل. ومن فوائدها أيضًا تعوّد الاجتماع، والتدريب ومساعده الأصحاب لبعضهما، أو تعاضد الأولياء وتعاونهم. ولذلك اعتبرها علماء الفروسية من أعظم أصول الفروسية منفعة لكل من طلب فناً من فنون الفروسية، لاسيما العمل بالسيف والرمح، لما يقع فيها من الكر والعطف والاختلاس والمناوشة وترويض الدواب، وهو تدريب على الحرب وتمرين للقلوب على القتال، ولما فيها من الملاحة والجد، وإصلاح ثبات الفرس في سرجه وإصلاح رجلية في الركاب.
لم يكن هذه اللعبة معروفة في عصر الأمويين. ولكن وصلت العديد من الأخبار والإشارات التاريخية عن انتشار ممارسة هذه اللعبة عند العباسيين والطولونيين، والفاطميين، والزنكيين والأيوبيين، والمماليك. فقد ذكر المقريزي أن الخليفة العباسي هارون الرشيد هو أول خليفة لعب بالصوالجة في الميدان ولعب بالشطرنج، فاقتدي به الناس بعد ذلك. وذكر أيضًا أن السلطان صلاح الدين يوسف الأيوبي كان يهوى اللعب بالكره.
وقد أكد المقريزي وغيره من المؤرخين على شغف سلاطين المماليك وأمرائهم بممارسه هذه الرياضة، مما شجعهم على إنشاء الميادين ذات الخدمات الضرورية لها، وإلى تحديد أوقات أسبوعية وأخرى سنوية، وانتهاز كل فرص مواتية لممارستها، وتوفير ما يلزم هذه الرياضة من أدوات طبية وخيول مناسبة لها، بل وتخصيص موظفين يشرفون عليها، سُمي الواحد منهم باسم «جوكندار»، وهو لقب يُطلق على الذي يحمل الجوكان مع السلطان في لعب الكره، أو «ممسك الصولجان».
والجدير بالذكر أن اللعب بالكره والصوالجة لها نظم وقوانين وأساليب عده قد سُجلت وكتبت في العديد من المخطوطات التي تنفرد وتختص في علم الفروسية مثل مخطوط «نهاية السؤال والأمنية في تعلم أعمال الفروسية» لمحمد بن عيسى الحنفي الأقصرائي (ق 8هـ/ 14م).